# Benito Juárez, San Lucas Ojitlán
Benito Juárez är en ort i Mexiko.   Den ligger i kommunen San Lucas Ojitlán och delstaten Oaxaca, i den sydöstra delen av landet, 300 km sydost om huvudstaden Mexico City. Benito Juárez ligger 87 meter över havet och antalet invånare är 126.
Terrängen runt Benito Juárez är platt norrut, men söderut är den kuperad. Runt Benito Juárez är det ganska glesbefolkat, med 39 invånare per kvadratkilometer. Närmaste större samhälle är San Lucas Ojitlán, 3,0 km nordost om Benito Juárez. Trakten runt Benito Juárez består huvudsakligen av våtmarker.